# Algoma (Wisconsin)
Algoma és una població dels Estats Units a l'estat de Wisconsin. Segons el cens del 2000 tenia 3.357 habitants.

## Demografia
Segons el cens del 2000, Algoma tenia 3.357 habitants, 1.493 habitatges, i 900 famílies. La densitat de població era de 531,2 habitants per km².
Dels 1.493 habitatges en un 24% hi vivien nens de menys de 18 anys, en un 49,2% hi vivien parelles casades, en un 7,6% dones solteres, i en un 39,7% no eren unitats familiars. En el 35,5% dels habitatges hi vivien persones soles el 19% de les quals corresponia a persones de 65 anys o més que vivien soles. El nombre mitjà de persones vivint en cada habitatge era de 2,19 i el nombre mitjà de persones que vivien en cada família era de 2,85.
Per edats la població es repartia de la següent manera: un 21,1% tenia menys de 18 anys, un 7,3% entre 18 i 24, un 26,5% entre 25 i 44, un 22,9% de 45 a 60 i un 22,3% 65 anys o més.
L'edat mediana era de 42 anys. Per cada 100 dones de 18 o més anys hi havia 86,4 homes.
La renda mediana per habitatge era de 35.029 $ i la renda mediana per família de 46.552 $. Els homes tenien una renda mediana de 30.349 $ mentre que les dones 22.650 $. La renda per capita de la població era de 18.043 $. Aproximadament el 3,4% de les famílies i el 5,2% de la població estaven per davall del llindar de pobresa.

## Poblacions més properes
El següent diagrama mostra les poblacions més properes.